# HD 43445
HD 43445，又名BD-13 1411，SAO 151283、HR 2244，是一颗恒星，视星等为5.01，位于銀經221.37，銀緯-14.02，其B1900.0坐标为赤經6h 11m 9.9s，赤緯-13° -14.02′ 8″。